# دونوس

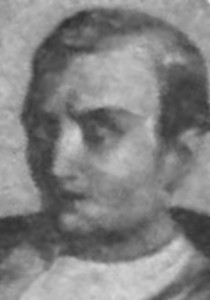

پاپ دونوس (به انگلیسی: Donus) یکی از پاپ‌های کلیسای کاتولیک رم بود که از ۶۷۶ تا ۶۷۸ میلادی پاپ بود.